# Nové Sedlo (district de Sokolov)
Pour les articles homonymes, voir Nové Sedlo.
Nové Sedlo (en allemand : Neusattl) est une ville du district de Sokolov, dans la région de Karlovy Vary, en Tchéquie. Sa population s'élevait à 2 557 habitants en 2024.

## Géographie
Nové Sedlo se trouve à 7 km au nord-est de Sokolov, à 10 km à l'ouest-sud-ouest de Karlovy Vary et à 123 km à l'est de Prague.
La commune est limitée par Vintířov, Chodov et Mírová au nord, par Hory à l'est, par Loket et Staré Sedlo au sud et par Královské Poříčí à l'ouest.

## Histoire
La première mention écrite de la localité date de 1397.

## Galerie

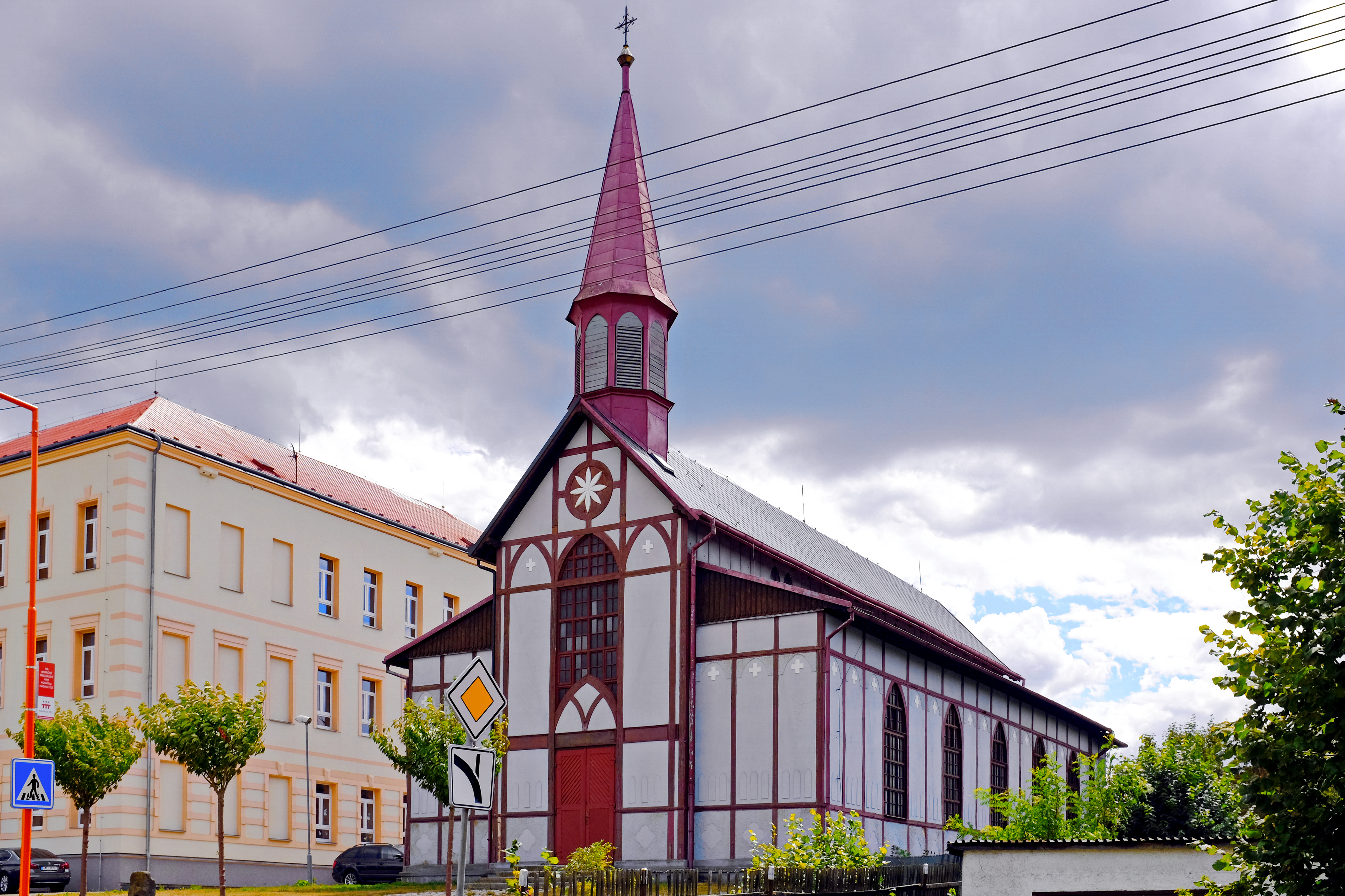
Église de l'Ascension du Christ.
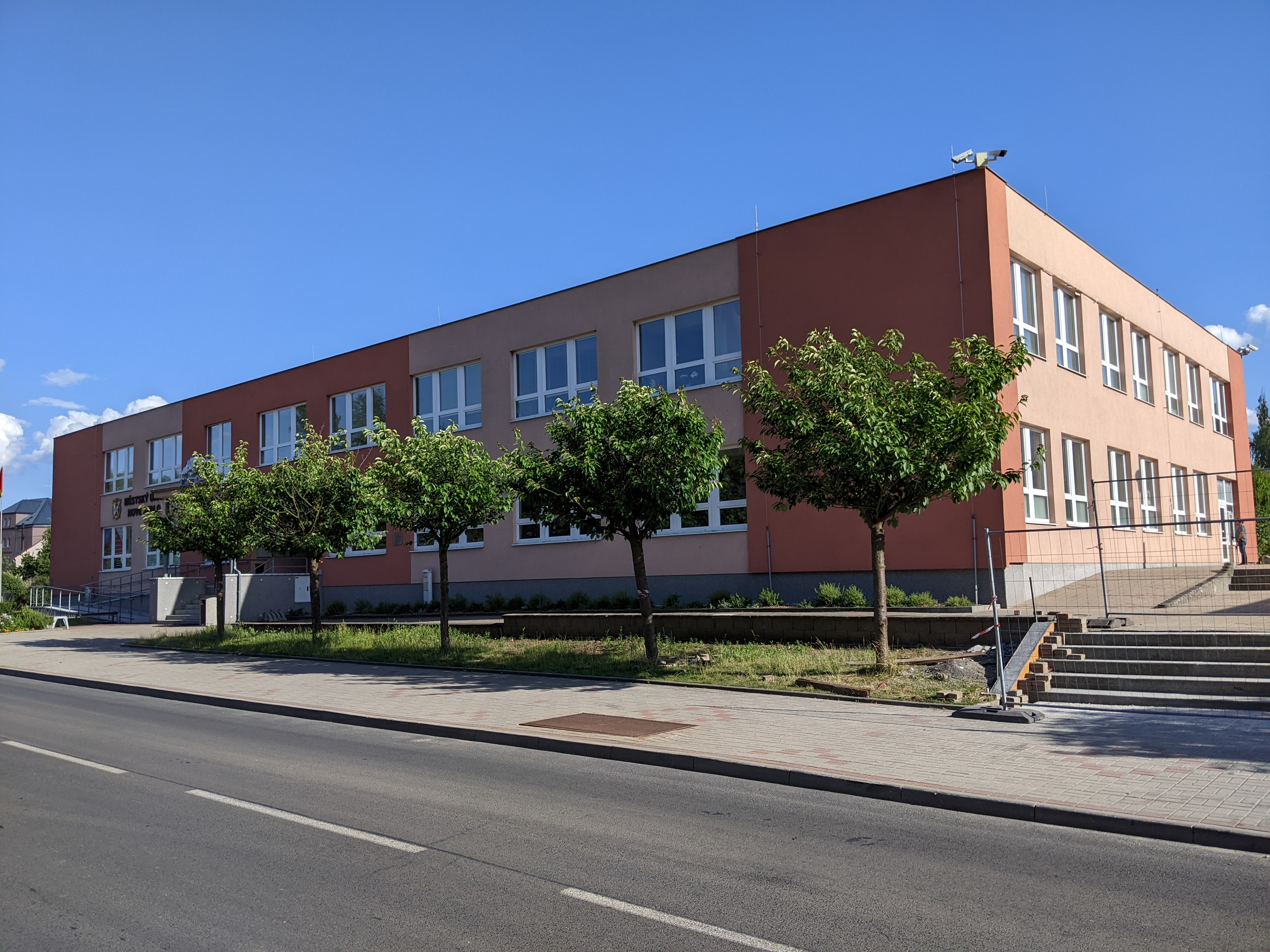
L'hôtel de ville.

## Transports
Par la route, Nové Sedlo se trouve à 10,5 km du centre de Sokolov, à 13,5 km de Karlovy Vary et à 141 km de Prague.
Nové Sedlo est desservie par l'autoroute D6 qui relie Prague à Karlovy Vary et à la frontière allemande (sortie no 136).

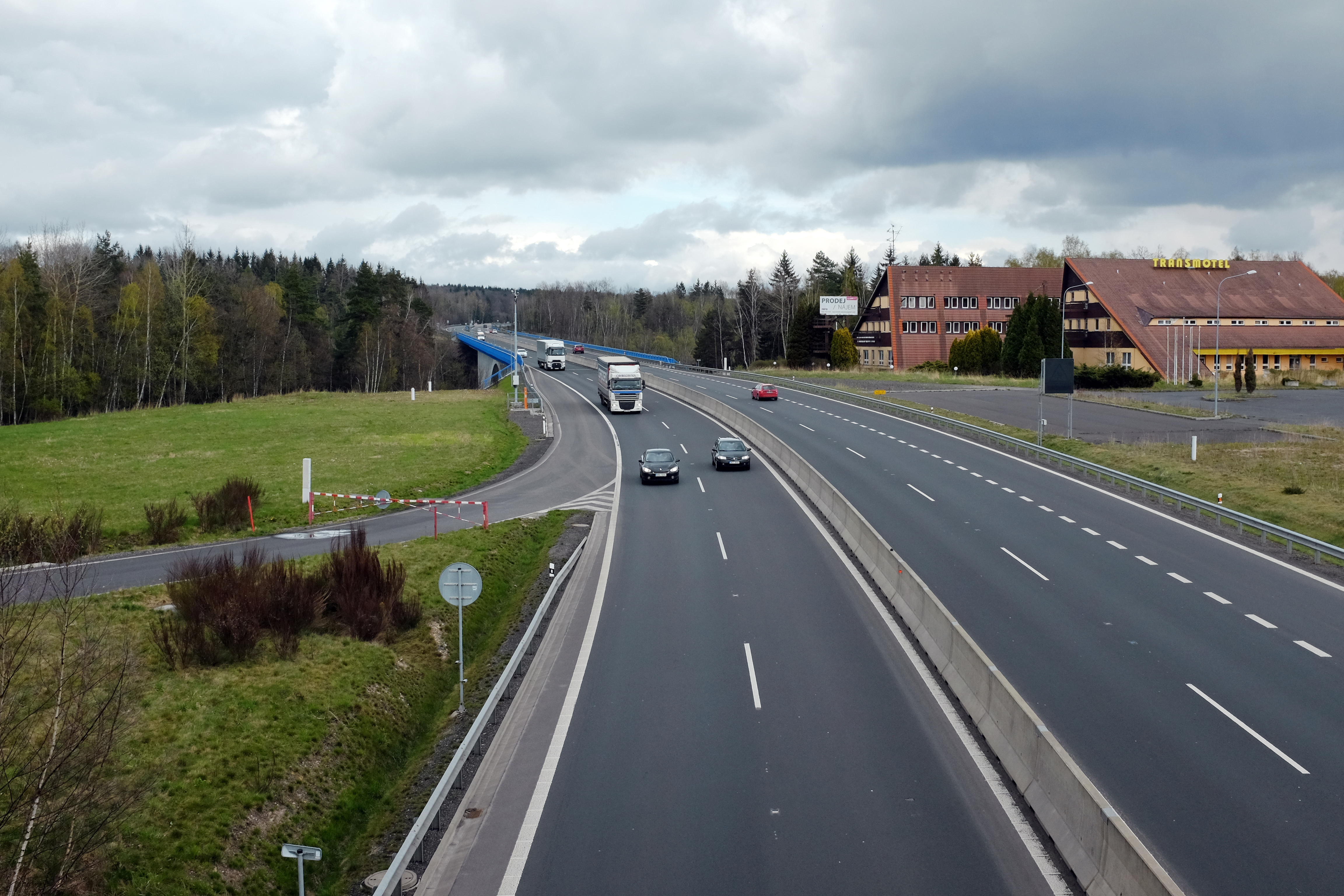
Autoroute D6 à Nové Sedlo.